# 61190 Джоншатт
61190 Джоншатт (61190 Johnschutt) — астероїд головного поясу, відкритий 1 липня 2000 року.
Тіссеранів параметр щодо Юпітера — 3,653.